# Бассов пролив
Ба́ссов проли́в (проли́в Ба́сса; англ. Bass Strait) — пролив, разделяющий Австралию и остров Тасмания и соединяющий Индийский океан с Тихим. Пролив назван в честь Джорджа Басса, корабельного врача экспедиции Мэтью Флиндерса, совершившей плавание вокруг Земли Ван-Димена (прежнее название Тасмании) на шлюпе «Норфолк» в 1798—1799 годах.

## Границы
Международная гидрографическая организация (англ. International Hydrographic Organization(IHO)) определяет пределы Бассова пролива следующим образом: на западе — восточная граница Большого Австралийского залива — линия от мыса Отвей, Австралия, до острова Кинг и оттуда до мыса Грим, северо-западной оконечности Тасмании; на востоке — западная граница Тасманова моря между островом Габо и мысом Эддистоун — линия от острова Габо (около мыса Хоу, 37°30' ю. ш.) до северо-восточной точки острова Ист Систеро (148° в. д.), далее по 148-му меридиану до острова Флиндерс; за этим островом проходит линия, идущая к востоку от отмелей Ванситтарт до острова Кейп-Баррен, и от мыса Баррен (самая восточная точка острова Кейп-Баррен) до мыса Эддистоун (41° ю. ш.) в Тасмании.
Некоторые правительственные органы считают, что пролив является частью Тихого океана, как указывалось в неутверждённом издании «IHO» 2002 года «Границы океанов и морей». В действующем в настоящее время издании «IHO» от 1953 года он указан как часть Индийского океана.
Австралийская гидрографическая служба не считает его частью Южного океана, используя расширенное австралийское определение, и заявляет, что он находится в Тасмановом море Часть Бассова пролива, пролив между островами Фюрно и Тасманией называется проливом Бэнкса, названным в честь Джозефа Бэнкса.

## Открытие и исследование
Вероятно, пролив был обнаружен капитаном Абелем Тасманом, когда он картографировал побережье Тасмании в 1642 году. 5 декабря Тасман следовал вдоль восточного побережья Тасмании на север, чтобы посмотреть, как далеко оно простирается. Когда побережье повернуло на северо-запад у мыса Эддистоун, он попытался продолжить путь, но его корабли внезапно подверглись действию сильных ветров, дующих через Бассов пролив (сейчас они называются «ревущими сороковыми)». Так как главной задачей Тасмана был поиск Южного континента, а не исследование островов, он повернул на восток и продолжил поиски.

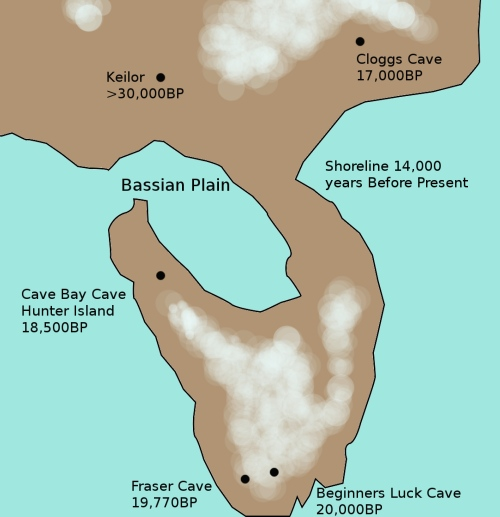
Около 14000 лет назад на месте Бассова пролива существовала Бассова равнина (Bassian Plain)

Следующим европейцем, вошедшим в пролив, был капитан Джеймс Кук во время своей первой кругосветной экспедиции на «Индеворе» в апреле 1770 года. Талантливый и старательный гидрограф, Кук быстро опознал пролив, но знал, что должен скрыть это открытие. Экспедиция проходила в период напряжённых отношений Франции и Великобритании, между успехом Великобритании в Семилетней войне и французским «реваншем» в Англо-французской войне 1778—1783 годов. Британское Адмиралтейство издало устные инструкции скрывать стратегически важные открытия, которые могут стать угрозой безопасности, например, прибрежные острова, с которых враждебная держава могла проводить военные операции. Поэтому в своём журнале Кук зашифровал своё открытие и на своей карте он нарисовал ложную береговую линию до вымышленного мыса Хикс. Картографическая подделка Кука сработала, и изоляция Тасмании была продлена ещё на три десятилетия. Когда новости об открытии Бассова пролива в 1798 году достигли Европы, французское правительство отправило разведывательную экспедицию под командованием Николя Бодена. Это побудило губернатора Кинга отправить два судна из Сиднея на Тасманию, чтобы разместить гарнизон в Хобарте. Существование пролива было предположено в 1797 году капитаном корабля «Сиднейская бухта», когда он достиг Сиднея после того, как преднамеренно посадил на мель свой нагруженный корабль у острова Сохранения в восточной части пролива. Он сообщил, что сильная юго-западная зыбь, приливы и течения позволяют предположить, что остров находится в канале, соединяющем Тихий океан и южную часть Индийского океана. В августе 1797 года губернатор Хантер написал Джозефу Бэнксу, что, по-видимому, существует пролив. Пролив был назван в честь Джорджа Басса, после того, как он и Мэтью Флиндерс прошли через него, совершая плавание вокруг Земли Ван-Димена. По рекомендации Флиндерса губернатор Нового Южного Уэльса Джон Хантер в 1800 году назвал водную гладь между материком и Землёй Ван-Димена «Бассовым проливом».

## География
Бассов пролив имеет ширину около 250 км и длину 500 км при средней глубине 60 метров. Самое широкое место — около 350 км между мысом Портленд на северо-восточной оконечности Тасмании и мысом Хикс на материковой части Австралии. Дженнингс в исследовании подводной топографии Бассова пролива описал батиметрический бассейн Басса, неглубокую впадину шириной около 120 км и длиной 400 км площадью более 65 000 км² в центре Бассова пролива. Максимальная глубина пролива находится в канале между внутренним островом Систер и островом Флиндерс, которая достигает 155 метров. Два плато, расположенные на восточной и западной границах Бассова пролива, состоят из фундамента палеозойского гранита. Эти плато образуют пороги, отделяющие бассейн Басса от соседних бассейнов океана. С Бассианским подъёмом глубиной менее 50 метров связаны острова Фюрно, крупнейшим из которых является остров Флиндерс (максимальная высота 760 метров).

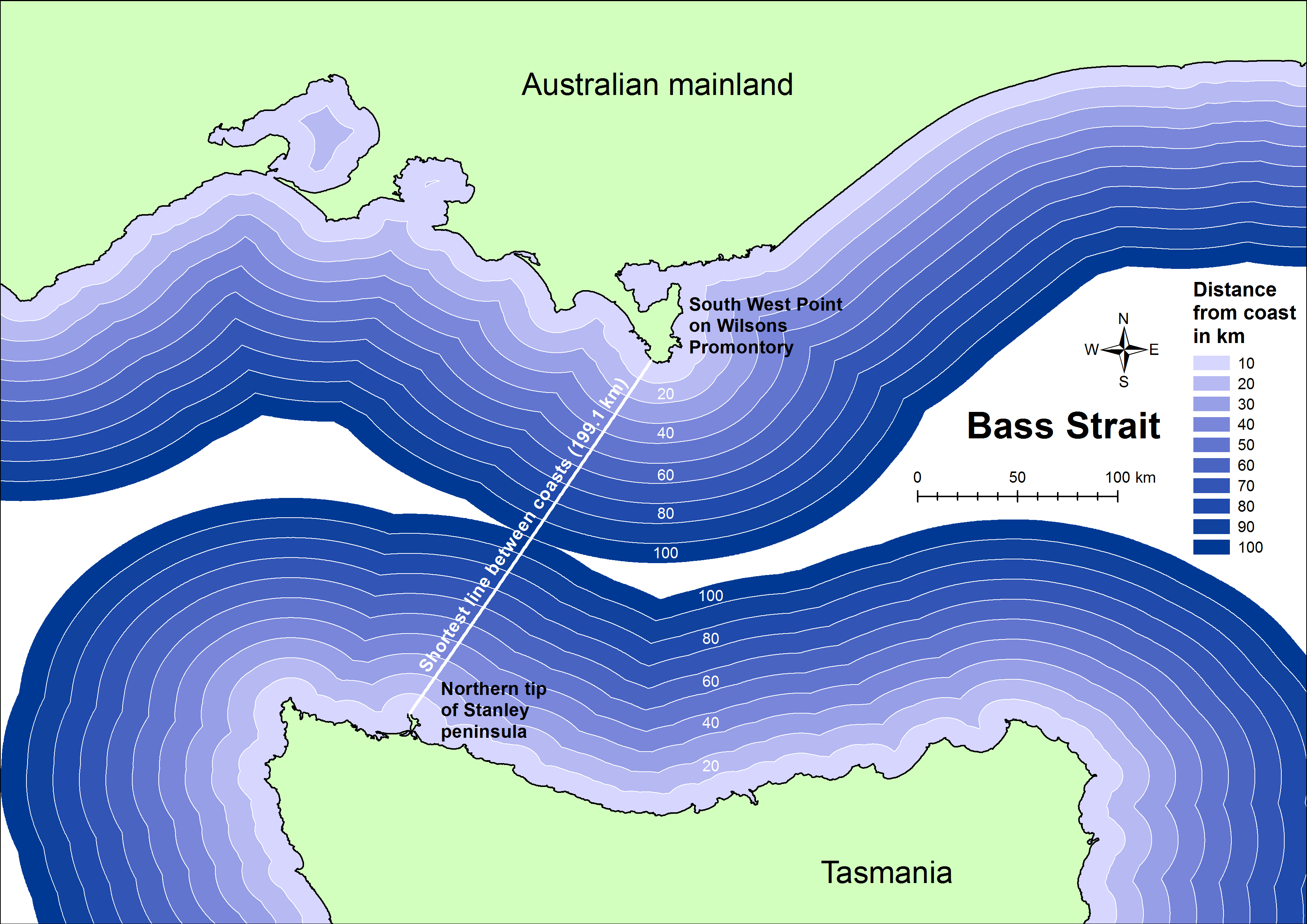
Кратчайшая дистанция между берегами Бассова пролива

Порог у острова Кинг имеет глубины менее 50 метров и включает мелководную (40 метров) отмель Тейл на его северной окраине, а также сам остров Кинг. Подводные дюны (песчаные волны) и хребты приливного течения покрывают приблизительно 6000 км² морского дна в Бассовом проливе.
Во время плейстоцена центральный бассейн Бассова пролива с уровнем воды ниже уровня моря был окружен приподнятыми порогами суши, образующими большое мелкое озеро. Это произошло во время последнего ледникового периода максимум 18 000 лет до н. э. когда бассейн был полностью изолирован. Повышение уровня моря во время морской трансгрессии затопило бассейн, образовав морской сток с 11 800 до 8700 годов до н. э., а кромка бассейна была полностью затоплена примерно около 8000 лет до н. э., когда был полностью сформирован Бассов пролив, а Тасмания стала отдельным островом.

### Острова
В Бассовом проливе находится более 50 островов. Основные острова включают в себя:
Западная часть пролива:
- остров Кинг
- остров Три-Хаммок
- остров Хантер
- остров Роббинс

Юго-восточная часть пролива:
- группа Фюрно:
  - остров Флиндерс
  - остров Кейп-Баррен
  - остров Кларк
  - группа островов Систер
  - несколько других островов

- часть островов группы Уотерхаус:
  - остров Уотерхаус
  - остров Суон
  - несколько других островов

Северо-восточная часть пролива:
- группа Кент:
  - остров Дил
  - 3 маленьких острова

- остров Хоган
- остров Куртис

## Охраняемые зоны
В Бассовом проливе имеется несколько морских заповедников Содружества. Два более крупных заповедника, Флиндерс и Зееан, простираются в основном за пределами района Бассова пролива. Более мелкие острова Бассова пролива обычно имеют некоторую форму статуса защиты. В частности, Национальный парк группы Кент охватывает группу Кент-Груп острова Тасмания, а также окружающие государственные воды, которые являются выделенным морским заповедником. Национальный парк целиком содержится в Морском заповеднике Содружества Бигль. Штат Виктория также имеет несколько морских национальных парков в Бассовом проливе и все они примыкают к береговой линии материка.

## Природные ресурсы
Ряд нефтяных и газовых месторождений существует в восточной части Бассова пролива, в так называемом бассейне Гиппсленд. Самые большие месторождения были открыты в 1960-х годах и расположены в 50—65 километрах от побережья на глубинах около 70 метров. Эти нефтяные месторождения включают «Halibut Field», открытое в 1967 году, «Cobia Field», открытое в 1972 году, «Kingfish Field», «Mackerel Field» и «Fortescue Field», открытые в 1978 году. Крупные газовые месторождения включают «Whiptail field», «Barracouta Field», «Snapper Field» и «Marlin Field». Нефть и газ добываются из пластов мелового периода, образовавшихся с распадом Австралии и Антарктиды. Западное месторождение, известное как «Бассейн Отвей», было открыто в 1990-х годах недалеко от Порт-Кэмпбелл. Его эксплуатация началась в 2005 году. Нефть и газ по трубопроводам направляются на газоперерабатывающие и нефтеперерабатывающие заводы в Лонгфорд, Альтона, Виктория и Джилонг, а также в Новый Южный Уэльс. Трубопроводы от газовых месторождений «Бассейна Отвей» ведут к нескольким перерабатывающим объектам в окрестностях Порта-Кэмпбелл.
В июне 2017 года правительство Виктории объявило о трёхлетнем изучении осуществимости проекта постройки первой оффшорной ветряной электростанции в Австралии. Предполагается, что электростанция, которая может иметь 250 ветрогенераторов в пределах района в 574 км² должна обеспечить около 8000 ГВтч электроэнергии, что составляет около 18 % энергопотребления Виктории и заменит значительную часть мощности электростанции «Хазелвуд», которая была закрыта в начале 2017 года.

## Судоходство
Сильные течения между юго-восточной частью Индийского океана и Тасмановым морем создают в проливе мощные штормовые волны. В прошлом кораблекрушения на берегах Тасмании и Австралии исчислялись сотнями. Более прочные современные суда и современная морская навигация значительно уменьшили опасность. Многие суда, некоторые довольно большие, исчезли без следа или оставили мало свидетельств их прохождения через пролив. Несмотря на мифы и легенды о пиратах, кораблекрушениях и предполагаемых сверхъестественных явлениях, сходных с явлениями Бермудского треугольника, такие исчезновения можно неизменно приписать коварным комбинациям ветра и моря и многочисленным полупогружённым скалам и рифам в проливе. Как и остальные воды, окружающие Тасманию, и, в частности, из-за его ограниченных глубин, пролив был известен как суровый, так как многие корабли были потеряны там в течение XIX века. В 1848 году на острове Дил был возведен маяк для оказания помощи судам в восточной части пролива, а в западной части в 1848 году был установлен маяк на мысе Отвей, а затем ещё один на мысе Уикхем на северной оконечности острова Кинг в 1861 году. Несмотря на трудности при проходе пролива, это обеспечило более безопасный проход для судов на пути из Европы или Индии в Сидней в начале XIX века. Пролив также позволил сократить дистанцию до Сиднея на примерно 700 морских миль.

## Инфраструктура

### Авиация
Самый быстрый и часто самый дешёвый способ пересечения Бассова пролива — по воздуху. Основными аэропортами в Тасмании являются международный аэропорт Хобарта и аэропорт Лонсестон, где основными авиакомпаниями являются Jetstar Airways и Virgin Australia. Qantas и Tigerair Australia также предоставляют услуги. Небольшие аэропорты на севере Тасмании и на островах в проливе обслуживаются местными компаниями Regional Express Airlines, QantasLink или King Island Airlines.

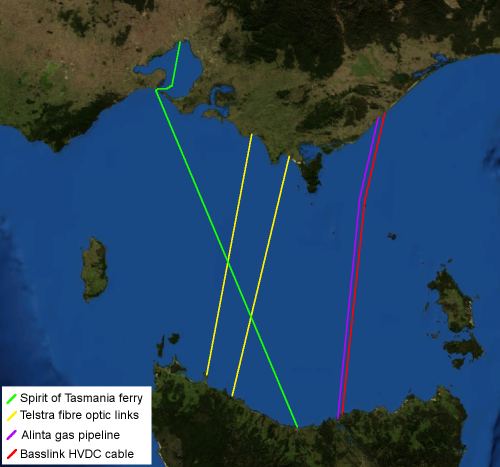
Инфраструктура Бассова пролива

### Паромная переправа
Внутренний морской маршрут обслуживается двумя пассажирскими паромами, базирующимся в Девонпорте на Тасмании. Суда ходят ежедневно в противоположных направлениях между Девонпортом и Мельбурном. В пик летнего сезона добавляются ночные рейсы в дополнение к дневным.

### Энергия и связь
Подводный электрический кабель через Бассов пролив эксплуатируется с 2006 года. Он способен пропускать до 630 мегаватт электроэнергии.
Первый подводный кабель связи через Бассов пролив был проложен в 1859 году. Он начинался от мыса Отвей в Виктории, затем проходил через остров Кинг и остров Три-Хаммок, и заканчивался у мыса Стэнли в Тасмании. Далее уже воздушной линией электроэнергия поступала в Джорджтаун в Тасмании. Однако, через нескольких недель после ввода в эксплуатацию начали происходить проблемы с коммуникацией, а к 1861 году кабель полностью пришел в негодность. Тасмания в настоящее время соединена с материком двумя оптоволоконными кабелями, управляемыми Telstra. С 2006 года также проложена высоковольтная линия постоянного тока Basslink.

## Происшествия
В 1978 году над Бассовым проливом произошел один из самых известных НЛО инцидентов в истории Австралии. Фредерик Валентич летел над проливом на небольшом самолёте, когда он сообщил по радио диспетчеру в местном аэропорту, что вокруг его самолёта курсирует непонятный объект. Затем, сотрудники аэропорта услышали металлический скребущий звук, после чего последовала тишина. Валентич и его самолёт исчезли, и ни Валентича, ни его самолёта больше никто никогда не видел.
Проблема самолётов, судов и людей, потерянных в проливе с течением времени, породила ряд теорий. Возможно, самый полный список потерь и исчезновений указан в неоднократно переизданной книге Джека Лони, хотя вполне возможно, что большинство потерь можно адекватно объяснить экстремальными погодными явлениями.

## Пересечение Бассова пролива на немоторных средствах
Бассов пролив регулярно пересекают парусные суда, в том числе во время ежегодной регаты из Мельбурна в Хобарт. Регата из Сиднея в Хобарт обычно проходит к востоку от пролива, но это зависит от погодных условий.
Австралийский яхтсмен Майкл Блэкберн, бронзовый призёр Летних Олимпийских игр 2000 года в Сиднее установил рекорд в марте 2005 года, когда он пересек пролив всего за 13 часов на яхте класса «Лазер».. Одиночный гребец Дэвид Боуэн из Mount Martha пересек Бассов пролив в 1971 году на гребной 20-ти футовой лодке. Выйдя из Девонпорта, он достиг мыса Уилсона. Tammy van Wisse вплавь пересекла часть пролива в 1996 году от острова Кинг до бухты Аполлона — расстояние около 100 километров она преодолела за 17 часов и 46 минут. Род Харрису, Йену и Питеру Ричардсам приписывают первое пересечение пролива на каяках в 1971 году. С тех пор многие пересекали пролив на каяках, как правило, от острова к острову на восточной стороне пролива. Меньше пересечений на морских каяках было сделано через остров Кинг из-за 100-километрового отрезка между мысом Викам и заливом Аполлон. Эндрю Макаули был первым человеком, который безостановочно пересек Бассов пролив на морском каяке в 2003 году. Он совершил ещё два пересечения Бассова пролива на каяке, прежде чем погиб в феврале 2007 года пытаясь пересечь Тасманово море. Кайтсёрферы также совершили пересечение Бассова пролива. Первое пересечение пролива на байдарке было совершено Джеком Барком, Брэдом Галлием и Зебом Уолшем, от Вильсонс-Промонтори до мыса Портленд с 25 февраля по 4 марта 2014 года.

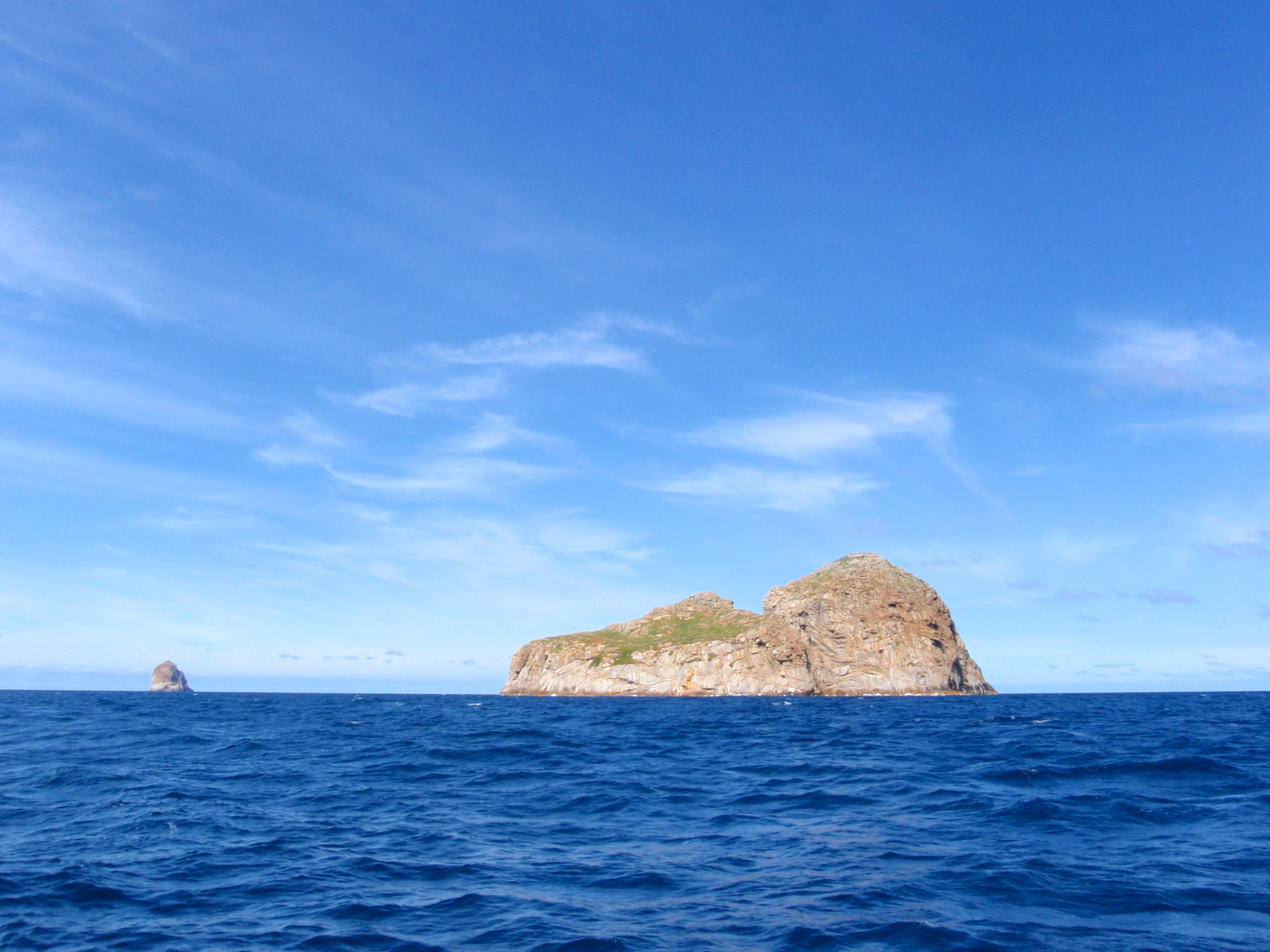
Остров Куртис
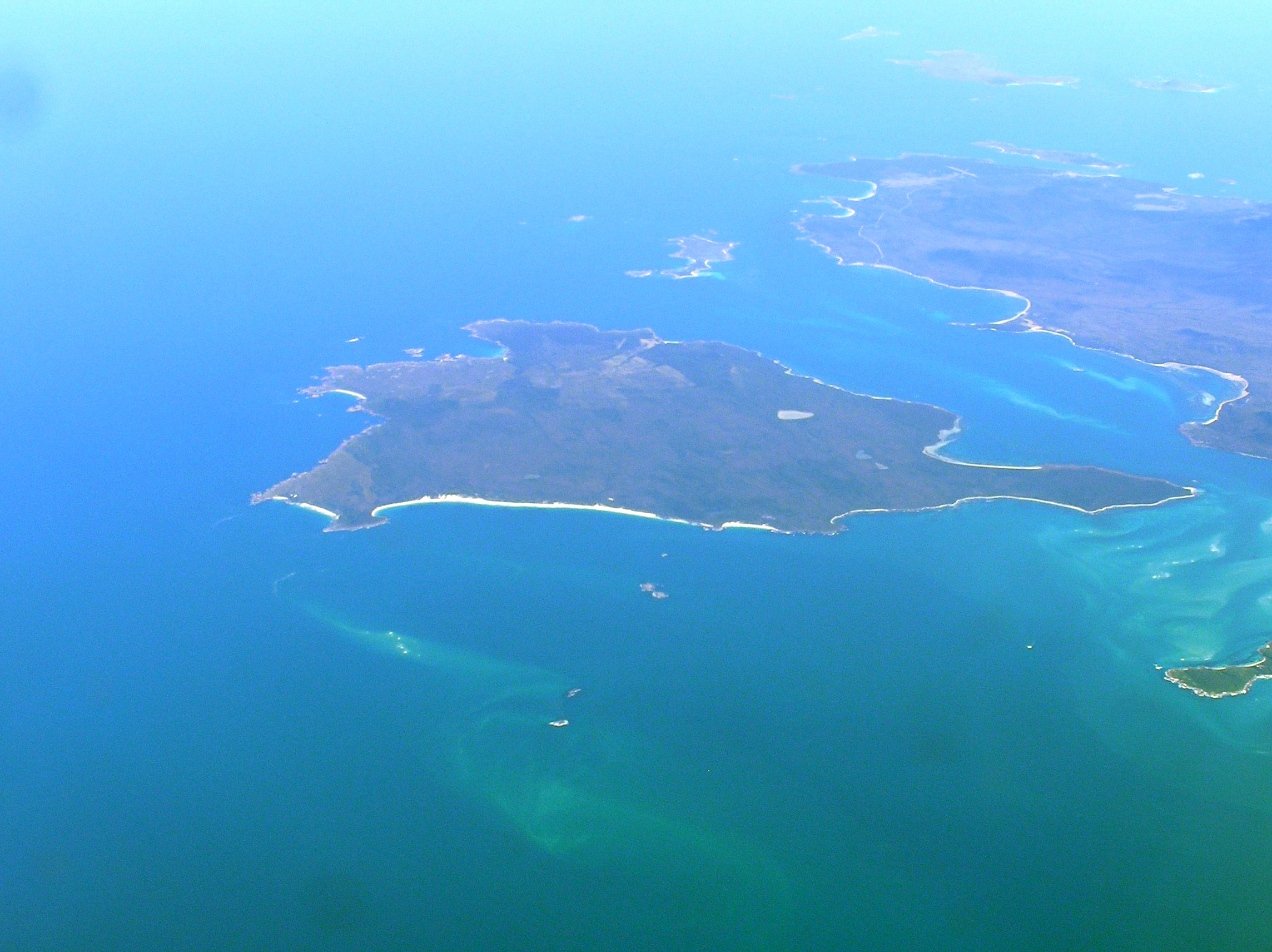
Остров Кларка с высоты птичьего полёта
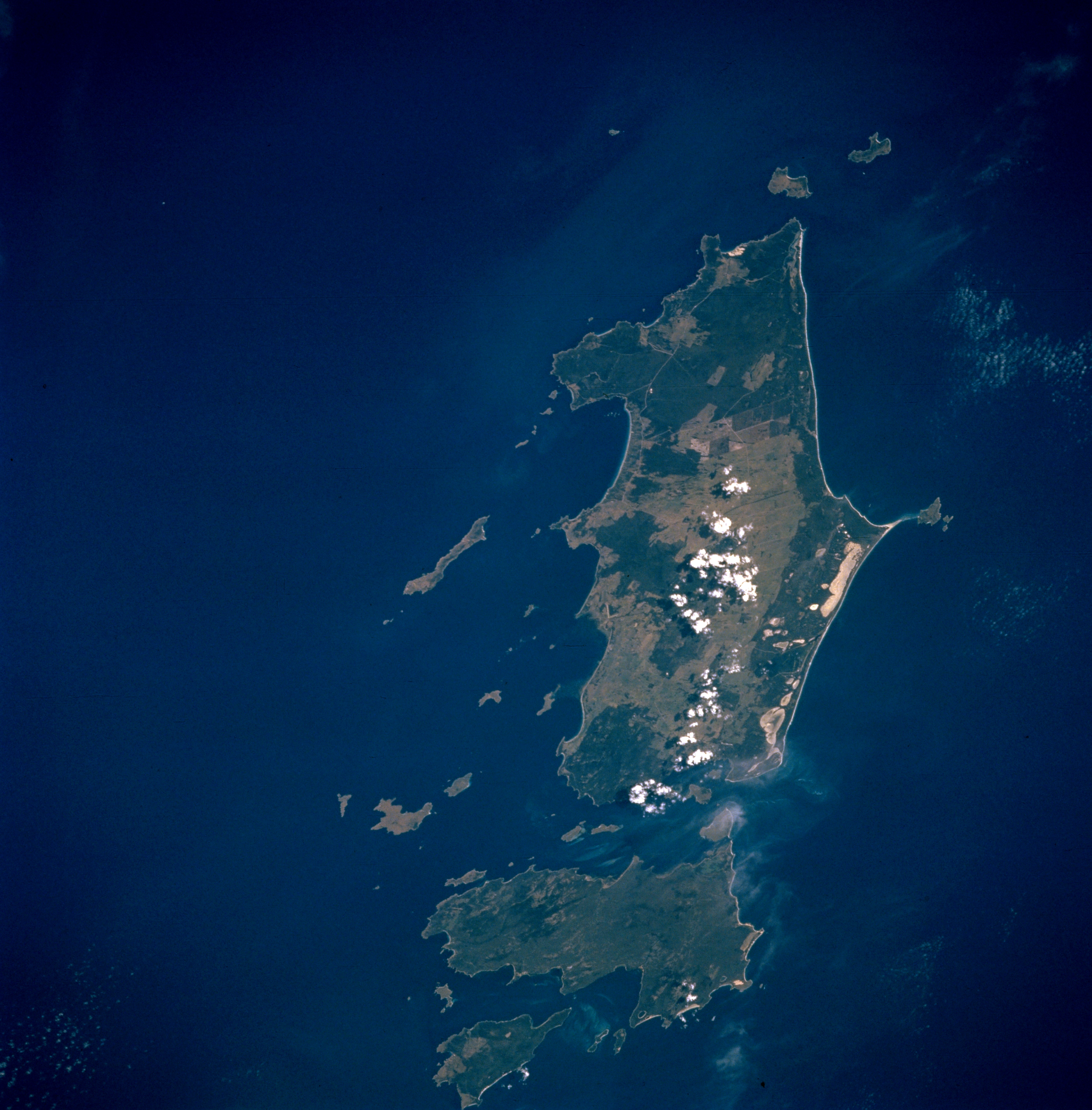
Остров Флиндерса с высоты птичьего полёта
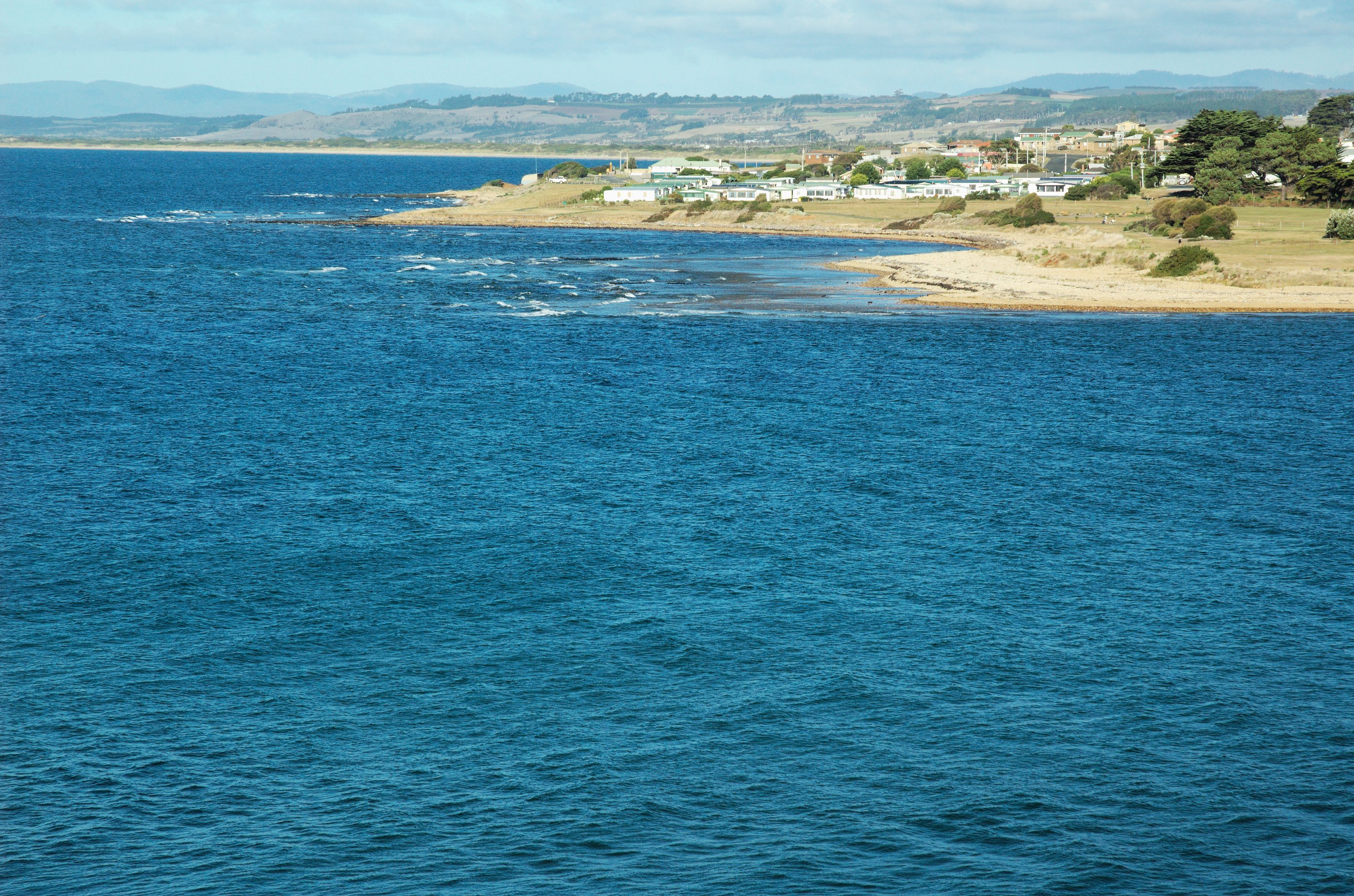
Побережье возле Девонпорта
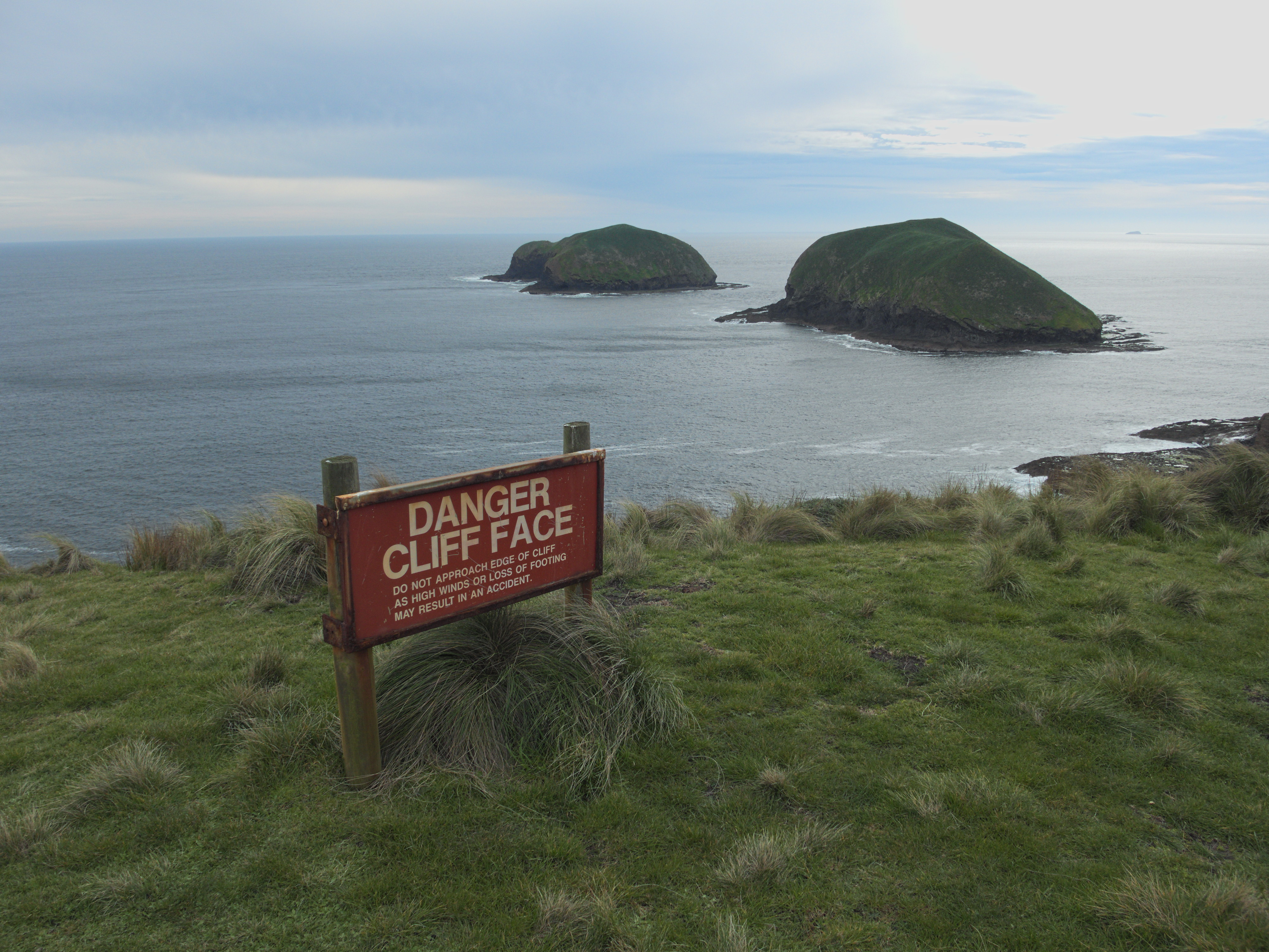
Мыс Грим